# Pseudostixis basilewskyi
Pseudostixis basilewskyi là một loài bọ cánh cứng trong họ Cerambycidae.